# Foire de Vicence
La Foire de Vicence est un pôle de foire qui se tient dans la ville, surtout renommé pour ses 3 expositions mondiales liées à l'orfèvrerie.

## Histoire
La Foire de Vicence a vu le jour en 1948. Elle est due à Gaetano Marzotto junior, qui fut le fondateur et le premier président de la Foire exposition de Vicence, qui regroupait la commune, l’administration de la  province et l’Office du tourisme.
Le fort intérêt manifesté par la population transforme rapidement la Foire en un évènement populaire qui met en avant les productions locales. Le succès croissant et le nombre très important d'exposants et de visiteurs oblige les responsables de la manifestation à rechercher un lieu plus vaste et fonctionnel. Installée d'abord au centre de la ville, dans les jardins Salvi, en 1971, la Foire de Vicence est transférée dans son site actuel, en périphérie de la ville, quasiment à la sortie Vicenza Ouest de l'autoroute A4, via dell’Oreficeria. 
Actuellement, la Foire de Vicence, Vicenza Oro, salon spécialisé dans l'or et l'argenterie, est considérée l'exposition la plus importante au niveau mondial[réf. nécessaire]. Cette exposition biennale  se tient la dernière semaine de janvier les années paires. La Foire de Vicence accueille chaque année 3 salons de la joaillerie en janvier, avril et septembre. La Foire de Vicence a, au fil du temps, élargi les thèmes de ses expositions dans les secteurs du luxe, du Lyfestyle ainsi qu'au secteur des machines-outils pour la joaillerie

### L'accréditation de l'ONU
En mars 2013, la Foire de Vicence, avec l'appui de la Confédération mondiale de la joaillerie, a reçu l'accréditation du Conseil économique et social des Nations unies. C'est la première fois que l'ONU reconnait qu'une Foire contribue directement aux « politiques éthiques, de l'environnement et de la responsabilité sociale des entreprises ».

## Structure du site de la Foire
Les 13 pavillons qui composent le site occupent une surface de 70 500 m2 et sont implantés autour d'un pavillon central en forme de pyramide. La disposition des pavillons ainsi que leur modularité permet au site d'accueillir tout type d'exposition.
Le site dispose de 3 salles de conférences : la salle Palladio de 714 places, la salle Fogazzaro de 40 places et la salle Trissino de 100 places. Partout sur le site, les connexions Wi-Fi sont disponibles.
Depuis 2007 l'office Foire de Vicence est devenu une société anonyme indépendante.

### Le plan de développement 2011/2015
Un plan de développement stratégique, appelé FDV 2011/2015, a été approuvé. Il avait comme volonté : Nothing as before (« Rien comme avant »).
Des agrandissements des pavillons et un nouveau bâtiment ont été construits. Le nouveau bâtiment, appelé Magnete, d'une surface de 15 000 m2 sans aucun élément de structure à l'intérieur permet une souplesse d'exposition sans précédent. Ce bâtiment peut aussi accueillir des conférences et tous spectacles de variétés comme des concerts mais aussi des rencontres sportives.
À côté de ce pavillon, un parking silo a été construit en 2014 sur 8 étages d'une capacité de 600 véhicules, relié par des passerelles aux pavillons du Centre des Congrès.

## Les principales expositions
Actuellement, les expositions de la Foire de Vicence sont regroupées en 3 thèmes : l'or, les innovations et les foires du public.
- VicenzaOro Winter (en janvier)[2] : c'est l'exposition la plus importante au monde concernant le travail de l'or et de l'argent. On peut y admirer le niveau d'excellence des productions des artisans et entreprises du secteur implantée dans la province de Vicence[3].
- Pescare show (février) : salon international de la pêche sportive
- Hit (février) : principal rendez-vous italien de référence pour le secteur des armes et munitions sportives et civiles,
- Abilmente Primavera (février/mars) : exposition-atelier international de la création manuelle,
- Spaziocasa (mars) : idées et solutions pour la maison,
- Move! (mars) : salon du Tourisme et de l'Hospitalité Universelle,
- MondoMotori Show(mars) : salon consacré au monde des moteurs et de la bicyclette
- Koinè (avril) : exposition internationale de l'ameublement, objets liturgiques et des composants pour les constructions religieuses,
- Origin - Passion and Beliefs (mai) : exposition de la mode et des  confections,
- VicenzaOro September (septembre)
- PharmaIt (septembre) : foire exposition de l'innovation de l'industrie pharmaceutique,
- Children and family (octobre) : exposition du monde des enfants, de la famille et du temps libre,
- Abilmente Autunno (octobre)
- MedIt (octobre) : exposition des innovations du secteur médical,
- Abilmente Roma (novembre) : exposition organisée par la Foire de Vicence à la Foire de Rome,
- CosmoFood (novembre) : foire consacrée à la nourriture, aux boissons et aux technologies de la gastronomie,
- Motor expo Classic (novembre) : exposition-vente d'automobiles, motos et cycles d'époque.